# Arkivar
En arkivar er en person, som arbejder med en organiseret samling af materiale, kaldet et arkiv. 
Arbejdet består i at 
- Organisere materialet gennem arrangering, beskrivelser mv.
- Udskille dele af materialet
- Bevaringsindsats
- Gøre arkivets bestand af arkivalier tilgængeligt for andre
- Orientere om arkivet

Arkivaren kan arbejde med forskellige typer af arkiver. Det kan dels være et papirbaseret arkiv, dels et elektronisk eller digitalt arkiv som et elektronisk dokumenthåndterings system EDH. Hvis det indbefatter sagsstrukturering, kaldes det et elektronisk sags- og dokumenthåndterings system ESDH. 